# Ryuutama
Ryuutama (japonais : りゅうたま) est un jeu de rôle japonais de fantasy créé par Atsuhiro Okada (japonais : 岡田篤宏) et paru au Japon en 2007. Il a été traduit en français en 2013. Le jeu se déroule dans un univers de fantasy optimiste, poétique et parfois humoristique offrant une grande part au voyage. Ses règles, très simples, sont conçues pour les rôlistes débutants.

## Histoire éditoriale
Ryuutama est publié au Japon à Tokyo par l'éditeur Jive en décembre 2007. 
Une traduction française supervisée par Jérôme Larré est publiée en France à Toulouse par le Lapin-Marteau en 2013 sous le titre Ryuutama, les œufs des dragons. Il s'agit du premier jeu de rôle sur table japonais traduit en France. Le livre de base est suivi de plusieurs suppléments :
- Traversées (janvier 2014) : écran du meneur de jeu, classes supplémentaires, règles pour jouer des gobelins-chats, règles de navigation maritime.
- Contes d'Orient et d'Occident (mars 2015) : recueil de scénarios.

Une traduction anglaise sous le titre Ryuutama, Natural Fantasy Roleplaying Game est financée en novembre-décembre 2013 par l'intermédiaire d'une campagne de financement participatif lancée par Andy Kitkowski et Matt Sanchez sur le site Kickstarter.
Une traduction espagnole par l'éditeur Other Selves, supervisée par Rodrigo García Carmona, est financée par l'intermédiaire d'une campagne de financement participatif sur le site Verkami en août 2015,. Le livre de base, Ryuutama — juego de rol de fantasía natural, est complété par plusieurs suppléments :
- Laberinto de Espinas (décembre 2015) : scénario à l'ambiance sombre[7].
- Des cartes de terrains, de climats et d'enchantements (en version papier et/ou au format PDF à imprimer soi-même ; janvier 2016)[8].
- Los Cuatro Estaciones, recueil de quatre scénarios originaux espagnols, en 2017 (en version papier et PDF)[9].

En 2017, l'édition originale japonaise est épuisée. L'auteur récupère les droits sur son œuvre et la distribue en impression à la demande sur CreateSpace. L'auteur envisage également de passer le jeu sous licence libre, probablement en Creative Commons.
En septembre 2018, après une courte précommande, paraît aux éditions du Lapin-marteau une "édition anniversaire" en français, qui est une réédition du jeu sous couverture rigide intégrant quelques clarifications et mises à jour des règles à partir de contacts avec l'auteur. L'écran, également épuisé, est réimprimé en même temps.

## Univers
Le monde de Ryuutama a été créé par quatre dragons liés aux saisons (le nom Ryuutama signifie « œuf de dragon » en japonais). Ces quatre dragons ont engendré une deuxième génération de dragons liés chacun à un type de paysage (plaines, landes, bois, collines, rocailles, forêts, marais, montagnes, déserts, jungles, hautes montagnes), laquelle donne à son tour naissance à une troisième génération de dragons liés aux climats (beau temps, nuages, pluie, vent, brume, neige, foudre). Depuis, ces dragons parcourent le monde et le modèlent au fil de leurs passages. Une faune et une flore variées se sont développées ainsi que de nombreuses créatures fantastiques (œufs qui marchent, bêtes et plantes fantastiques, rochers enchantés, morts-vivants, gobelins-cafards, démons, etc.). 
Plusieurs espèces intelligentes peuplent ce monde, dont les humains et plusieurs espèces de chats humanoïdes : gobelins-chatons, gobelins-chats et hobgobelins-chats. Les gobelins-chatons sont petits et généralement pacifiques. Les humains vivent de façon assez dispersée dans des villes et de nombreux villages, mais certains d'entre eux consacrent leur vie au voyage. Les gobelins-chats, farouches et plus agressifs, sont souvent nomades. Les hobgobelins-chats, aussi grands que des humains et plus dangereux au combat, sont tout aussi farouches que les gobelins-chats et sont souvent recrutés comme mercenaires. Les chats humanoïdes ont l'habitude de ranger leurs possessions dans un pot qu'ils transportent sur leur tête. Les personnages-joueurs peuvent incarner des humains (ou, dans un supplément, des gobelins-chats) qui voyagent pour découvrir le monde.

## Règles
Ryuutama reprend les principes d'un jeu de rôle sur table classique, dans la mesure où il utilise la distinction entre les personnages-joueurs, qui incarnent chacun un personnage, et le meneur de jeu qui a pour tâche d'animer la partie. Cependant, deux points de règle assouplissent cette distinction. Le premier est que le meneur de jeu incarne lui aussi un personnage, mais un personnage d'un type différent, appelé l'homme-dragon. L'homme-dragon est chargé d'accompagner discrètement les autres personnages et de leur apporter une aide ponctuelle dans leur aventure. Le second est que Ryuutama ne propose pas de cadre de jeu détaillé en dehors des grandes lignes de l'univers et du bestiaire : c'est aux joueurs d'imaginer ensemble à grands traits le monde ou la ville où vont évoluer leurs personnages au début de la partie.

### Création des personnages
Pour créer un personnage, un joueur commence par choisir une classe de personnage, c'est-à-dire une profession (par exemple : artisan, chasseur, fermier, marchand, ménestrel, guérisseur…). Chaque classe dispose de trois talents représentant des capacités ou des compétences particulières liées au métier concerné. Le joueur choisit ensuite un type parmi trois possibles (attaque, technique, magie). Le type « magie » donne accès à deux formes de magie : la magie rituelle, dont les sortilèges sont accessibles à tout le monde moyennant quelques efforts d'étude, et la magie des saisons, qui offre l'accès aux sorts liés à la saison dont le personnage se sent le plus proche. Le joueur répartit ensuite des points parmi quatre attributs : l'agilité, l'esprit, l'intelligence et la vigueur. Chaque attribut peut aller de 4 à 8 à la création (12 au maximum en cours de jeu), avec une moyenne de 6. Le joueur calcule ensuite les points de vie de son personnage (représentant son état de santé) ainsi que ses points d'énergie (que le personnage dépense pour lancer des sortilèges s'il a accès à la magie). Il détermine enfin son arme favorite et son objet fétiche, puis achète le reste de son équipement. Enfin, le joueur est invité à inventer le reste de son personnage : nom, sexe, âge, apparence physique, goûts, village natal, motivations. Le groupe de jeu est enfin invité à attribuer aux personnages un rôle précis au sein du groupe (chef, chroniqueur, intendant, cartographe) afin de refléter l'organisation du voyage.
L'homme-dragon est une des principales particularités des règles de Ryuutama. Avant une partie, le meneur de jeu crée son homme-dragon, tout comme les autres joueurs créent leur personnage. Quatre types d'hommes-dragons différents sont proposés dans le livre de base, le choix d'un type influençant l'ambiance de la partie : l'homme-dragon vert met l'accent sur l'aventure et l'épopée, le bleu sur les relations entre les personnages (joueurs ou non-joueurs), le rouge sur les combats et les exploits physiques, et le noir sur la peur et les tragédies. Les hommes-dragons disposent de pouvoirs que le meneur de jeu peut utiliser de façon limitée pour influencer la partie (souvent pour aider les personnages-joueurs, mais pas toujours). Certains pouvoirs sont communs, d'autres sont spécifiques à un type d'homme-dragon et aident à installer l'ambiance recherchée.

### Création de villes et de mondes
Au début d'une partie, le meneur de jeu invite les autres joueurs à inventer collectivement les grandes lignes de la ville, voire du monde, où se déroulera la partie, à l'aide d'un questionnaire à remplir. Ce n'est cependant pas toujours nécessaire, le scénario décrivant parfois rapidement les lieux que traversent les personnages-joueurs. La partie se déroule ensuite comme une partie de jeu de rôle sur table classique, par une conversation entre les joueurs ponctuée de jets de dés.

### Règles de simulation
Le système de jeu de Ryuutama utilise des dés à 4, 6, 8, 10, 12 et 20 faces. Un jet d'action, appelé test, se résout en choisissant un ou en général deux attributs à tester et en déterminant la difficulté de l'action (cette dernière peut aller de 4, si elle est très simple, à 20 si elle est pratiquement impossible, avec une moyenne de 7). Le joueur lance alors les dés correspondant aux niveaux de son personnage dans ces attributs et additionne les résultats des dés : si le total est supérieur ou égal à la difficulté de l'action, l'action est réussie. (Par exemple, pour sauter par-dessus un cours d'eau, un personnage doit réussir un test de Vigueur + Agilité contre une difficulté de 6. Si le personnage a 4 en Vigueur et 6 en Agilité, il lance un dé à quatre faces et un dé à six faces et additionne leurs résultats.) Un double 1 est une catastrophe, tandis qu'un double résultat maximum (4 et 6 dans l'exemple précédent) est une réussite exceptionnelle. Des actions en opposition entre deux personnages sont possibles (chacun tente alors d'obtenir le meilleur total possible avec les attributs concernés).
Chaque journée ou période de voyage est ponctuée par plusieurs tests : un test de condition détermine la forme physique ou la fatigue des voyageurs au matin, un test de déplacement vérifie s'ils progressent correctement ou s'égarent, et un test de campement est nécessaire chaque fois que les joueurs veulent bivouaquer afin de déterminer s'ils sont bien installés. Des règles courtes permettent de simuler les combats ; un schéma appelé l'œuf de bataille est utilisé pour déterminer les positions respectives des combattants sur le champ de bataille et les objets qu'ils peuvent récupérer autour d'eux au besoin. L'état de santé et le moral d'un personnage, qu'il varie selon sa fatigue, la nourriture qu'il absorbe, les blessures reçues au combat ou les péripéties de l'aventure, est simulé par les points de vie et par divers états appelés « conditions » (en pleine forme, empoisonné, malade, las, surexcité ou en état de choc). Au fil des aventures, les personnages accumulent des points d'expérience pour s'améliorer et progressent sur une échelle de dix niveaux.

## Accueil critique
La traduction française du livre de base de Ryuutama reçoit un bon accueil dans la revue Casus Belli à sa parution fin 2013. David Burckle rapproche l'univers du jeu des films d'animation de Hayao Miyazaki et des films japonais relevant du genre du honobono (ほのぼの, « réconfortant », ce que l'anglais appellerait feel good) ; les classes de personnages lui rappellent beaucoup les jeux vidéo du type Final Fantasy. Il apprécie l'univers qui « change du médiéval-fantastique classique », les illustrations mignonnes, les règles « simples et efficaces » et les conseils fournis au meneur de jeu. Le jeu lui paraît en outre « un bon jeu d'initiation, grâce à ses thèmes proches des RPG japonais et les très bons outils mis à disposition du MJ pour créer ses scénarios ». Il regrette en revanche l'absence d'une base d'univers qui aurait fourni de meilleurs points de repères aux joueurs (surtout débutants). La revue rôlistique D6Dent donne une critique très favorable du jeu dont elle salue l'originalité et le « pari risqué » réussi par l'éditeur.
Le podcast Radio Rôliste donne une présentation et un avis favorable sur la version française en octobre 2013. Les participants à l'émission apprécient la qualité des illustrations, la clarté de la mise en page et le didactisme du jeu envers les meneurs de jeu débutants.

## Récompenses
Lors des ENnie Awards de 2016, le projet de traduction anglaise de Ryuutama fait partie des nommés pour le prix de la Meilleure illustration de couverture et du Meilleur jeu familial. Il remporte finalement la médaille d'argent du Meilleur jeu familial.